# Deodhar Trophy 2018/19
Die Deodhar Trophy 2018/19 war die 46. Ausgabe des indischen List-A-Cricket-Wettbewerbes.

## Format
Die Mannschaften spielen in einer Gruppe gegen jede andere Mannschaft. Die beiden Erstplatzierten spielen anschließend im Finale den Gewinner des Wettbewerbes aus.

## Stadion
Die Spiele werden in einem neutralen Stadien ausgetragen.
| Stadion                 | Stadt | Kapazität |
| ----------------------- | ----- | --------- |
| Feroz Shah Kotla Ground | Delhi | 41.820    |

## Kaderlisten
Die Kader wurden am 19. Oktober 2018 bekanntgegeben.
| List A | List A | List A |
| India A | India B | India C |
| --- | --- | --- |
| - Dinesh Karthik (K, wk) - Ravichandran Ashwin - Ankit Bawne - Abhimanyu Easwaran - Shreyas Gopal - Kedar Jadhav - Siddarth Kaul - Dhawal Kulkarni - Shams Mulani - Karun Nair - Krunal Pandya - Nitish Rana - Prithvi Shaw - Anmolpreet Singh - Mohammed Siraj | - Shreyas Iyer (K) - Varun Aaron - Mayank Agarwal - Ankush Bains (wk) - Deepak Chahar - Prashant Chopra - Ruturaj Gaekwad - Krishnappa Gowtham - Mayank Markande - Shahbaz Nadeem - Rohit Rayudu - Manoj Tiwary - Jaydev Unadkat - Hanuma Vihari | - Ajinkya Rahane (K) - Rahul Chahar - Shubman Gill - Rajneesh Gurbani - Ishan Kishan (wk) - Abhinav Mukund - Umar Nazir - Suresh Raina - Pappu Roy - Navdeep Saini - Ravikumar Samarth - Vijay Shankar - Washington Sundar - Suryakumar Yadav |

## Resultate

### Gruppenphase
Tabelle
Die Tabelle der Saison nahm am Ende die nachfolgende Gestalt an.
| Teams   | Sp. | S | N | U | R | NR | Punkte | NRR    |
| ------- | --- | - | - | - | - | -- | ------ | ------ |
| India B | 2   | 2 | 0 | 0 | 0 | 0  | 8      | +0.730 |
| India C | 2   | 1 | 1 | 0 | 0 | 0  | 4      | +0.116 |
| India A | 2   | 0 | 2 | 0 | 0 | 0  | 0      | −0.632 |

Spiele
| 23. Oktober Scorecard | Delhi | India B 261-8 (50)          | – | India A 218 (46.4) |
|                       |       | India B gewinnt mit 43 Runs |   |                    |

| 24. Oktober Scorecard | Delhi | India B 231-9 (50)          | – | India C 201 (48.2) |
|                       |       | India B gewinnt mit 30 Runs |   |                    |

| 25. Oktober Scorecard | Delhi | India A 293-6 (50)            | – | India C 296-4 (47) |
|                       |       | India C gewinnt mit 6 Wickets |   |                    |

### Finale
| 27. Oktober Scorecard | Delhi | India C 352-7 (50)          | – | India B 323 (46.1) |
|                       |       | India C gewinnt mit 29 Runs |   |                    |